# Good Times, Bad Times
Good Times, Bad Times (с англ. — «Хорошие времена, плохие времена») — первый трек первого альбома британской рок-группы Led Zeppelin.

## Особенности звучания
В интервью 1977 года Джимми Пейдж рассказывал, что пропустил гитару Fender Telecaster через динамик Leslie.
Главной особенностью звучания «Good Times, Bad Times» Пэйдж считал игру Джона Бонэма:

Самое потрясающее в этой вещи, это, конечно, кик-драмминг Бонзо. Он ведь не использовал два бас-барабана, а значит, это — нечто сверхчеловеческое. Это один бас-барабан! <Когда он сыграл это> все только по-настоящему и начали осознавать, что он такое собой представляет!— 

Обычно <в песнях Led Zeppelin> всё, что имело много нот, было моим, всё, что держалось на сочных аккордах, принадлежало Пэйджу. Рифф «Good Times Bad Times» — сложный и тщательно продуманный: моя работа, — говорил Джон Пол Джонс.— 

## Концертные исполнения
Группа почти не играла песню на концертах полностью. В 1969 году она была несколько раз использована в качестве вступления для песни «Communication Breakdown». В целом виде она появилась в «Communication Breakdown medley», исполненном в LA Forum 4 сентября 1970 года (см. бутлег Live On Blueberry Hill) и в нескольких «Whole Lotta Love medley» 1971 года. Песней «Good Times, Bad Times» был открыт концерт-реюнион на лондонской O2 Arena 10 декабря 2007 года.

## Сингл
Композиция «Good Times, Bad Times» была издана в формате сингла (первый сингл группы, вышедший 10 марта 1969 года) с песней «Communication Breakdown» на первой стороне.